# Sous le ciel de Koutaïssi
Pour plus de détails, voir Fiche technique et Distribution.
Sous le ciel de Koutaïssi (რას ვხედავთ როდესაც ცას ვუყურებთ?, Ras vkhedavt, rodesac cas vukurebt?, Que voit-on quand on regarde le ciel ?) est un film géorgien réalisé par Alexandre Koberidze, sorti en 2021.

## Fiche technique
Sauf indication contraire, les informations mentionnées dans cette section peuvent être confirmées par la base de données cinématographiques IMDb,  présente dans la section « Liens externes ».
- Titre : Sous le ciel de Koutaïssi
- Titre original : რას ვხედავთ როდესაც ცას ვუყურებთ?, Ras vkhedavt, rodesac cas vukurebt?
- Réalisation, scénario et montage : Alexandre Koberidze
- Direction artistique : Maka Jebirashvili
- Costumes : Nino Zautashvili
- Photographie : Faraz Fesharaki
- Musique : Giorgi Koberidze
- Pays de production :  Géorgie
- Format : couleur
- Genre : drame
- Durée : 150 minutes
- Dates de sortie :
  - Allemagne : 3 mars 2021 (Berlinale 2021)
  - France : 23 février 2022

## Distribution
- Ani Karseladze : Lisa
- Giorgi Bochorishvili : Giorgi
- Oliko Barbakadze : Lisa
- Giorgi Ambroladze : Giorgi
- Vakhtang Panchulidze : cafetier
- Irina Chelidze : Nino

## Sortie

### Accueil critique
En France, le site Allociné recense une moyenne des critiques presse de 4/5.

## Distinctions
- Berlinale 2021 : sélection en compétition
- Berlinale 2021 : Prix FIPRESCI